# Hilton San Diego Bayfront
Hilton San Diego Bayfront es el décimo quinto edificio más alto de San Diego, California. El edificio es uno de los que más resaltan en su skyline debido a que no se encuentra rodeado de otros edificios de mayor altura. El hotel tiene una altura de 385 ft (117 m) y tiene 1,190 habitaciones de hotel. Localizado en el Distrito East Village del centro de San Diego, Hilton San Diego Bayfront tiene 32 niveles, con un estilo moderno diseñado por la firma arquitectónica John Portman & Associates. El rascacielos se encuentra adyacente al Centro de Convenciones de San Diego, junto con la Bahía de San Diego.

## Historia
El 19 de mayo de 2008, debido al escape de gas natural hubo una explosión que hirió a 14 constructores y dañó a 4 pisos, por lo que retrasó su inauguración.

## Diseño
La torre de 32 pisos, tiene 1,190 habitaciones de hoteles y más de 165.000 pies (15.300m²) de espacio para convenciones, convirtiéndolo en el hotel como el hotel con más capacidad para mitin y convenciones en todo el centro.